# Howard Ensign Evans
Howard Ensign Evans (23 de febrero de 1919 – 18 de julio de 2002) fue un entomólogo estadounidense que principalmente estudió avispas.

## Biografía
Nació en East Hartford, Connecticut, hijo de Archie y de Adella Ensign, desarrolló un interés por la historia natural, e insectos, en particular, en su niñez en la granja de tabaco de sus padres. Concurrió a la Universidad de Connecticut, obteniendo su Ph.D. por la Cornell University. Durante la Segunda Guerra Mundial, sirvió en el ejército como parasitólogo, realizando trabajos pioneros en el parásito Giardia mientras estacionado en St. John's, Newfoundland. Ocupó cargos docentes en las Universidades de Kansas Estatal, Cornell, Harvard, Colorado Estatal. Sus pasiones incluían la biología, escritura, docencia, el oeste estadounidense, mochilero, pesca, música clásica, conservación ambiental, y su familia. Howard y Mary Alice tuvieron tres hijos.

## Estudios
Cuenta entre sus logros en taxonomía de himenópteros la novel familia Scolebythidae, y 31 géneros y 800 especies. Además de la taxonomía, Evans produjo importantes trabajos sobre el comportamiento de los insectos y su evolución.

## Honores
Miembro de
- Academia Nacional de Ciencias

Galardones
- 1967: Premio William J. Walker del Boston Museum of Science
- 1976: Daniel Giraud Elliot Medal de la National Academy of Sciences[4]

## Publicaciones
En 1964, fue seleccionado finalista en el National Book Award de Wasp Farm. Su obra incluye 255 artículos científicos, 40 artículos populares, 15 libros, incluyendo Wasp Farm y The Pleasures of Entomology. Fue coautor del libro Wasps (Avispas) con Mary Jane West-Eberhard. Varios de sus libros, entre ellos Life on a Little Known Planet, siguen siendo de las obras más populares de la entomología para el público en general.
Sus publicaciones incluyen también obras sobre la historia de la biología, la historia natural de Australia y el oeste estadounidense, además, publicó un libro de texto de entomología y un volumen de poesía. Varios libros fueron coescritos junto a su esposa Mary Alice Dietrich, como William Morton Wheeler: Biologist, Australia: a Natural History, Cache La Poudre: the Natural History of a River. Algunos de sus ensayos más destacados para el público se publicaron póstumamente con el título The Man Who Loved Wasps: A Howard Ensign Evans Reader. También fue publicado póstumamente The Sand Wasps: Natural History and Behavior, completado por Kevin M. O'Neill a partir de notas dejadas por Evans.

## Abreviatura (zoología)
La abreviatura Evans  se emplea para indicar a Howard Ensign Evans como autoridad en la descripción y taxonomía en zoología.